# Koufália
Koufália är en kommunhuvudort i Grekland.   Den ligger i prefekturen Nomós Thessaloníkis och regionen Mellersta Makedonien, i den norra delen av landet, 300 km norr om huvudstaden Aten. Koufália ligger 47 meter över havet och antalet invånare är 8 305.
Terrängen runt Koufália är platt. Runt Koufália är det ganska tätbefolkat, med 72 invånare per kvadratkilometer. Närmaste större samhälle är Giannitsá, 13,9 km väster om Koufália. Trakten runt Koufália består till största delen av jordbruksmark.